# 일본의 기독교
일본의 기독교(영어: Christianity in Japan 일본어: 日本のキリスト教史)는 일본 전체 인구의 1%도 되지 않는,
또 0.5%에도 미치지 않을 수도 있는 일본에서의 소수 기독교 종파이다.
전도 활동에 제한 없이 오늘날 일본에서 볼 수 있는 거의 모든 기독교의 교파로는 로마 가톨릭, 개신교, 정교회 등이 있다.

## 일본의 기독교 문화
세계 가치관 조사에 따르면 일본은 가장 비종교적인 국가들 가운데 하나로 남아있다. 많으면 300만 명의 일본의 기독교인이 있을 수 있으나 일본의 기독교는 수많은 종파 가운데 하나로 갈라져있다. 일본 교회의 70%는 평균 예배참석률이 30명도 채 되지 않으며 등록된 성도 수는 그 두 배 정도 된다. 하지만 일본의 기독교는 교인 수가 많지 않다고 해서 낮추어볼 수 없고, 오히려 믿음과 삶이 일치한다. 개신교 성직자인 이재철 목사는 《청년아, 울더라도 뿌려야 한다》(홍성사)에서 일본 기독교인들의 수는 적지만, 세례를 받기 전까지 믿음과 삶이 같을 수 있는지를 고민하고 세례를 받는다고 말한다.

## 일본 기독교의 역사
켄 조셉(Ken Joseph)은 초기 기독교가 예수회의 프란치스코 하비에르가 일본에 오기전에 이미 네스토리우스파(경교)의 형태로 존재했다고 주장했다. 다만 여기서는 로마 가톨릭교회, 동방 정교회, 일본 성공회 등의 선교 역사를 중심으로 일본 기독교 역사를 초교파적인 관점에서 다루되 주요 사건을 중심으로 간단하게 다루기로 한다.

## 같이 보기
일본
- 일본의 종교
- 일본 정교회
- 일본의 로마 가톨릭교회
- 일본의 개신교

동아시아
- 중국의 기독교

- 중국 정교회
- 중국의 로마 가톨릭교회

- 한국의 기독교

- 한국 정교회
- 한국의 로마 가톨릭교회